# Saltator
Saltator is een geslacht van vogels dat in 2016 uit de familie van de Kardinaalachtigen is afgesplitst en toegevoegd aan de familie Tangaren.  De wetenschappelijke naam van het geslacht is voor het eerst geldig gepubliceerd in 1816 door Louis Jean Pierre Vieillot.

## Soorten
De volgende soorten zijn bij het geslacht ingedeeld:
- Saltator albicollis  – Antillensaltator
- Saltator atriceps  – Zwartkopsaltator
- Saltator atripennis  – Zwartvleugelsaltator
- Saltator aurantiirostris  – Goudsnavelsaltator
- Saltator cinctus  – Maskersaltator
- Saltator coerulescens  – Amazonische grijze saltator
- Saltator fuliginosus  – Dikbeksaltator
- Saltator grandis  – Noordelijke grijze saltator
- Saltator grossus  – Witkeelsaltator
- Saltator maxillosus  – Diksnavelsaltator
- Saltator maximus  – Bontkeelsaltator
- Saltator nigriceps  – Roodsnavelsaltator
- Saltator olivascens  – Caribische grijze saltator
- Saltator orenocensis  – Orinocosaltator
- Saltator similis  – Groenvleugelsaltator
- Saltator striatipectus  – Gestreepte saltator